# Giro d’Italia 1983
Der 66. Giro d’Italia wurde in 24 Abschnitten und 3916 Kilometern vom 12. Mai bis zum 5. Juni 1983 ausgetragen und vom Italiener Giuseppe Saronni gewonnen. Von den 162 gestarteten Fahrern erreichten 140 das Ziel in Udine.

## Verlauf
| Etappe | von                | nach               | km       | Gewinner             | Maglia rosa      |
| ------ | ------------------ | ------------------ | -------- | -------------------- | ---------------- |
| Prolog | Brescia            | Brescia            | -        | Etappe annulliert    |                  |
| 1      | Brescia            | Mantua             | 70 (MZF) | Bianchi              | Tommy Prim       |
| 2      | Mantua             | Comacchio          | 192      | Guido Bontempi       | Urs Freuler      |
| 3      | Comacchio          | Fano               | 148      | Paolo Rosola         | Paolo Rosola     |
| 4      | Pesaro             | Todi               | 187      | Giuseppe Saronni     | Paolo Rosola     |
| 5      | Terni              | Vasto              | 269      | Eduardo Chozas       | Silvano Contini  |
| 6      | Vasto              | Campitello Matese  | 145      | Alberto Fernández    | Silvano Contini  |
| 7      | Campitello Matese  | Salerno            | 216      | Moreno Argentin      | Giuseppe Saronni |
| 8      | Salerno            | Terracina          | 212      | Guido Bontempi       | Giuseppe Saronni |
| 9      | Terracina          | Montefiascone      | 225      | Riccardo Magrini     | Giuseppe Saronni |
| 10     | Montefiascone      | Bibbiena           | 232      | Palmiro Masciarelli  | Giuseppe Saronni |
| 11     | Bibbiena           | Pietrasanta        | 191      | Lucien Van Impe      | Giuseppe Saronni |
| 12     | Pietrasanta        | Reggio nell’Emilia | 180      | Alf Segersäll        | Giuseppe Saronni |
| 13     | Reggio nell’Emilia | Parma              | 38 (EZF) | Giuseppe Saronni     | Giuseppe Saronni |
| 14     | Parma              | Savona             | 243      | Gregor Braun         | Giuseppe Saronni |
| 15     | Savona             | Orta San Giulio    | 219      | Paolo Rosola         | Giuseppe Saronni |
| 16A    | Orta San Giulio    | Mailand            | 110      | Frank Hoste          | Giuseppe Saronni |
| 16B    | Mailand            | Bergamo            | 105      | Giuseppe Saronni     | Giuseppe Saronni |
| 17     | Bergamo            | Colli di San Fermo | 91       | Alberto Fernández    | Giuseppe Saronni |
| 18     | Sarnico            | Vicenza            | 178      | Paolo Rosola         | Giuseppe Saronni |
| 19     | Vicenza            | Wolkenstein        | 224      | Mario Beccia         | Giuseppe Saronni |
| 20     | Wolkenstein        | Arabba             | 169      | Alessandro Paganessi | Giuseppe Saronni |
| 21     | Arabba             | Gorizia            | 232      | Moreno Argentin      | Giuseppe Saronni |
| 22     | Gorizia            | Udine              | 40 (EZF) | Roberto Visentini    | Giuseppe Saronni |

## Endstände
| Sieger           | Giuseppe Saronni  | 100:45:30 h |
| Zweiter          | Roberto Visentini | + 1:07 min  |
| Dritter          | Alberto Fernández | + 3:40 min  |
| Vierter          | Mario Beccia      | + 5:55 min  |
| Fünfter          | Dietrich Thurau   | + 7:44 min  |
| Sechster         | Marino Lejarreta  | + 7:47 min  |
| Siebter          | Faustino Rupérez  | + 8:24 min  |
| Achter           | Eduardo Chozas    | + 9:41 min  |
| Neunter          | Lucien Van Impe   | + 10:51 min |
| Zehnter          | Wladimiro Panizza | + 12:00 min |
| Punktewertung    | Giuseppe Saronni  | 223 P.      |
| Zweiter          | Moreno Argentin   | 149 P.      |
| Zweiter          | Frank Hoste       | 139 P.      |
| Bergwertung      | Lucien Van Impe   | 70 P.       |
| Zweiter          | Alberto Fernández | 43 P.       |
| Dritter          | Marino Lejarreta  | 32 P.       |
| Dritter          | Pedro Muñoz       | 32 P.       |
| Nachwuchswertung | Franco Chioccioli | 101:00:52 h |
| Teamwertung      | Zor-Gemeaz-Cusin  | 293:48:45 h |
| Zweiter          | Inoxpran          |             |
| Dritter          | Del Tongo         |             |